# さよならは一度だけ (オリビア・ニュートン＝ジョンのアルバム)
『さよならは一度だけ』（Totally Hot）は、1978年にリリースされたオリビア・ニュートン＝ジョンの10枚目のスタジオ・アルバム。

## 概要
映画『グリース』公開後、初のオリジナル・アルバム。
「愛は魔術師」「愛の炎」「さよならは一度だけ」にはミュージック・ビデオが制作された。
アメリカでは100万枚を超える売り上げを記録し、オリビアにとって初のプラチナ認定を受けた。オーストラリアでもベスト盤を除いて初のアルバムチャートTOP10入りを果たした。

## 収録曲
1. 愛は果てしなく - Please Don't Keep Me Waiting
2. 恋に揺れて - Dancin' 'Round and 'Round
3. トーク・トゥ・ミー - Talk to Me
4. 愛の炎 - Deeper Than the Night
全米11位。
5. かなわぬ恋 - Borrowed Time
6. 愛は魔術師（マジシャン） - A Little More Love
7. 裏切りの心 - Never Enough
8. さよならは一度だけ - Totally Hot
9. 雄々しき翼 - Boats Against the Currents
10. ギミ・サム・ラヴィン - Gimme Some Lovin

### 2010年リマスター盤/ボーナス・トラック
1. ラブ・イズ・アライヴ (ライヴ・イン・ジャパン 1976) - Love is Alive
  - 1980年発売のライヴ・アルバム『愛のパフォーマンス』収録曲。
2. さよならは一度だけ (エクステンデッド・ヴァージョン) - Totally Hot (Extended Version)